# Voldsfjorden
 Ikke at forveksle med Vollsfjorden.
Voldsfjorden, eller Voldafjorden, er en fjord i Volda kommune i Møre og Romsdal fylke i Norge. Den er omkring 18 kilometer lang (29 kilometer ind til bunden af Austefjorden). Fjorden har indløb fra Rovdefjorden, mellem Riseneset og Berkneset, og går i sydøstlig retning til den deler sig i to mellem Homborset og Mek. Herfra går Kilsfjorden mod sydvest, og Austefjorden mod øst. Omkring  halvvejs inde i fjorden går Dalsfjorden mod syd.
Voldsfjorden er med en største dybde på 697 meter (ved Voldshammaren) den dybeste af alle fjordene på Sunnmøre.
Kommunecenteret Volda ligger på østsiden af fjorden, mens bygderne Lauvstad og Folkestad ligger på vestsiden af fjorden. Der er færgeforbindelse mellem Volda og begge disse to bygder.
Europavej E39 går langs vestsiden af fjorden, fra Straumshamn i Kilsfjorden til Folkestad, og krydser fjorden via færgeforbindelsen Volda-Folkestad, og fra Volda følger den fjorden omkring tre kilometer til den ved Ekset svinger mod nordøst mod Ørsta. Riksvei 651 gåromkring  den indre del af fjorden, fra Straumshamn  mod øst til Fyrde i bunden af Austefjorden, og derefter udover nordsiden af fjorden til Volda. Riksvei 652 fra Vanylven går langs vestsiden af fjorden fra indløbet mod syd til Lauvstad, hvor den krydser fjorden via færgeforbindelsen Volda-Lauvstad.